# Luis II, duque de Baviera
Duque Luis II de Baviera  apodado el Severo o el Estricto (alemán: Ludwig II der Strenge, Herzog von Bayern, Pfalzgraf bei Rhein) (13 de abril de 1229-2 de febrero de 1294) fue duque de Baviera y conde palatino del Rin desde 1253. Desde la división del estado en 1255 gobernó el ducado de Baviera.

## Biografía
Nacido en Heidelberg, era hijo del duque Otón II de Baviera y de Inés del Palatinado. Ella era una hija de Enrique V del Palatinado, sus abuelos eran Enrique el León y Conrado de Hohenstaufen.
El joven Luis apoyó en 1246 a su cuñado el rey Conrado IV de Alemania contra la usurpación de Enrique Raspe. En 1251 Luis estaba en guerra otra vez contra el obispo Alberto I de Pietengau de Ratisbona.
Luis sucedió a su padre Otón como duque de Baviera en 1253. Cuando la región Wittelsbach fue dividida el 28 de marzo de 1255 entre los hijos de Otón, Luis recibió el Palatinado y Alta Baviera, mientras que su hermano Enrique XIII recibió la Baja Baviera. Esta partición era contra la ley y por lo tanto causó la ira de los obispos de Baviera, que se aliaron con el rey Otakar II de Bohemia en 1257. En agosto de 1257 Otakar invadió Baviera, pero Luis y Enrique lograron repeler el ataque. Fue una de las raras acciones concertadas y armoniosas de los dos hermanos, que a menudo discutían.
Luis residió en Múnich y el castillo de Heidelberg. Como uno de los príncipes-electores del imperio estaba fuertemente involucrado en las elecciones reales durante cuarenta años. Durante el interregno alemán después de la muerte del rey Guillermo de Holanda en 1256 Luis apoyó al rey Ricardo de Cornualles. Junto con su hermano, Luis también ayudó a su joven sobrino Conradino de Hohenstaufen en su ducado de Suabia, pero no fue posible hacer cumplir la elección de Conradino como rey alemán. Como resultado de su apoyo a los Hohenstaufen, Luis fue prohibido por el Papa en 1266. En 1267, cuando su sobrino cruzó los Alpes con un ejército, Luis acompañó a Conradino sólo a Verona. Después de la ejecución del joven príncipe en Nápoles en 1268, Luis heredó algunas de las posesiones de Conradino en Suabia y apoyó la elección de Rodolfo I de Habsburgo contra Otakar II en 1273. El 26 de agosto de 1278 los ejércitos de Rodolfo y Luis se reunieron con las fuerzas de Otaokar, a orillas del río Morava en la batalla de Dürnkrut y Jedenspeigen, donde Otakar fue derrotado y muerto. En 1289 la dignidad electoral de Baviera pasó a Bohemia de nuevo, pero Luis se mantuvo elector como Conde Palatino del Rin. Después de la muerte de Rodolfo en 1291 Luis no pudo aplicar la elección de su cuñado Alberto I de Habsburgo contra Adolfo de Nassau.
Luis murió en Heidelberg. Su hijo mayor sobreviviente Rodolfo le sucedió, con Adolfo de Nassau convertido en su suegro unos pocos meses más tarde. Luis fue enterrado en la iglesia de la abadía Fürstenfeld, ya que así lo había determinado en su testamento. Por diversas modificaciones del templo hoy no se conoce el lugar exacto de su tumba, pero en la iglesia es encuentra una estatua conmemorativa barroca dedicada a él.

## Matrimonio e hijos
Luis II se casó tres veces.

### La ejecución de María de Brabante

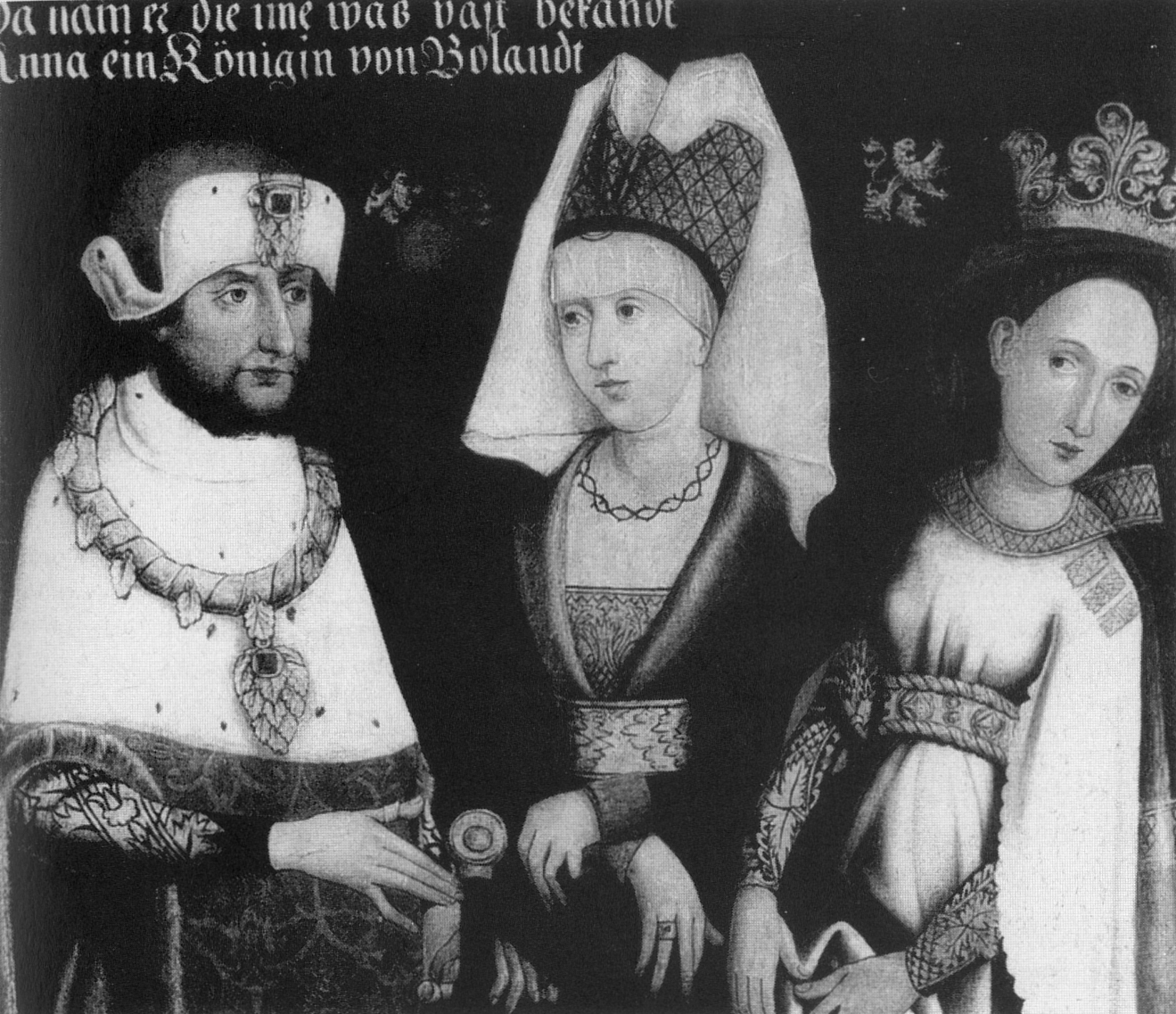
Luis II con sus dos primeras esposas María de Brabante (centro) y Ana de Glogau (a la derecha), del.

Se casó el 2 de agosto de 1254, en Landshut, con su primera esposa María de Brabante, hija de Enrique II de Brabante y María de Suabia. El matrimonio no tuvo hijos. Fue ejecutada en Donauwörth el 18 de enero de 1256 debido a la sospecha de adulterio, en aquellos días el castigo para una esposa adúltera era la decapitación. Toda la culpa real por parte de ella nunca pudo ser validada. Como expiación Luis fundó la cisterciense abadía Fürstenfeld (Fürstenfeldbruck), cerca de Múnich. A esto debe su apodo de severo.
Distintas fuentes indican diferentes relatos acerca de cómo este terrible error pudo ocurrir en primer lugar: En 1256 Luis había estado fuera de casa por un tiempo prolongado, debido a sus responsabilidades como soberano en la zona del Rin. Su esposa escribió dos cartas, una a su marido, y otra al conde de Kyburg en Hunsrück, un vasallo de Luis. Los detalles sobre el contenido real de la segunda carta varían, pero de acuerdo a los cronistas el mensajero que llevaba la carta a Luis le había dado la incorrecta, y Luis llegó a la conclusión de que su esposa tenía una aventura amorosa secreta.
Con el tiempo un gran número de relatos folclóricos surgieron alrededor del sangriento acto de Luis, la mayoría de ellos escritos mucho después de su muerte: los cantores de baladas llegaron a exagerar hasta convertir la historia en un frenesí asesino, en el que el propio Luis no sólo presuntamente mataba a su mujer después de cabalgar de regreso sin detenerse durante cinco días y noches, sino que también apuñalaba al mensajero que le trajo la carta equivocada, a continuación, al entrar en su castillo apuñalaba a su propio castellano y a una dama de la corte y lanzaba a la doncella personal de su esposa desde las almenas, antes de masacrar a su esposa, ya sea por apuñalamiento o cortándole la cabeza. 
Varias crónicas más moderadas reportan la causa de la ejecución de María el 18 de enero de 1256 en Donauwörth en el castillo Mangoldstein por decreto ducal por presunto adulterio, pero nada más que eso.

### Segundo y tercer matrimonio
El 24 de agosto de 1260 en Heidelberg, Luis se casó con su segunda esposa Ana de Glogau, hija del duque Conrado II de Silesia-Glogau y su esposa Salomé de Polonia. Ellos tuvieron los siguientes hijos:
1. María (nacida en 1261), monja en la abadía Marienberg de Boppard.
2. Inés (1262-1269)
3. Luis (13 de septiembre de 1267 - 23 de noviembre de 1290), muerto en un torneo en Núremberg. Se casó en 1288 con Isabel (1272-1335), hija del duque Federico III de Lorena y su esposa Margarita de Navarra.

Se casó el 24 de octubre de 1273 en Aquisgrán, con su tercera esposa, Matilde de Habsburgo, una de las hijas del rey Rodolfo. Sus hijos fueron:
1. Rodolfo I (4 de octubre de 1274, Basilea - 12 de agosto de 1319).[4]
2. Matilde (1275 - 28 de marzo de 1319, Luneburgo), casada en 1288 con el duque Otón II de Brunswick-Luneburgo.
3. Inés (1276 a 1345), casada en primer lugar en 1290 en Donauwörth con el Landgrave Enrique "el Joven" de Hesse; y en segundo lugar en 1303 con Enrique I "Sin Tierra", Margrave de Brandeburgo.
4. Ana (* 1280), monja en el convento de Ulm
5. Luis IV (1 de abril de 1282, Múnich - 11 de octubre de 1347, Puch (ahora un distrito de Fürstenfeldbruck)).

Luis II fue sucedido por su hijo mayor Rodolfo.
| Predecesor: Otón II de Baviera | Duque de Baviera 1253 - 1255       | Sucesor: Rodolfo I de Baviera |
| Predecesor: -                  | Duque de Alta Baviera 1255 - 1294  | Sucesor: Rodolfo I y Luis IV  |
| Predecesor: Otón II de Baviera | Conde palatino del Rin 1253 - 1294 | Sucesor: Rodolfo I y Luis IV  |